# Цап Володимир Євгенович
Володимир Євгенович Цап (нар. 15 листопада 1969, Старий Самбір, Львівська область, УРСР) — радянський та український, згодом і угорський футболіст, що виступав на позиціях захисника та півзахисника. Провів понад 300 офіційних матчів у складі різних команд.

## Життєпис
Вихованець львівського футболу, однак в ранньому віці був запрошений до Чернівців. Де в 1986 році дебютував у другій союзній лізі в складі чернівецької «Буковини», кольори якої захищав до завершення сезону 1990 року. У 1988 та 1989 році став з чернівецькою командою переможцем та срібним призером чемпіонату УРСР, а у 1990 разом із командою здобув путівку до першої ліги СРСР, завоювавши чемпіонство другої ліги.
В 1991 році виступав у складі «Галичини» (Дрогобич), потім знову був у таборі чернівецької «Буковини», яка готувалася до дебюту у вищій лізі України. У 1993 році був запрошений до першолігового клубу «Кристал» (Чортків), де на декілька років закріпився в основному складі.
В 1995 та 1996 році виступав за клуби другої української ліги: «Скіфи» (Львів) і «Рось» (Біла Церква). В 1997 році перебрався до Угорщини, де виступав за клуб другого за рангом дивізіону: «Ньїредьгаза», з яким згодом дебютував і у вищій лізі. А кар'єру завершував у клубах першої угорської ліги.

## Досягнення
- Друга ліга СРСР
  -  Переможець (1): 1990
- Чемпіонат УРСР
  -  Чемпіон (1): 1988
  -  Срібний призер (1): 1989